# Sophie Edwards
Sophie Edwards (* 25. Februar 2000 in Adelaide) ist eine australische Radrennfahrerin, die auf Straße und Bahn aktiv ist.

## Sportlicher Werdegang
Edwards kam zum Bahnradsport durch ihren Vater, der neben dem Adelaide Super-Drome arbeitete. Sie wurde als Juniorin in das Sportförderungsprogramm von South Australia aufgenommen. Bei den Junioren-Weltmeisterschaften 2018 in Aigle gewann sie die Bronzemedaille in der Einerverfolgung.
Ab 2021 war sie zunehmend in der Elite erfolgreich, primär in den Verfolgungs-Disziplinen und im Omnium. Ihren wichtigsten internationalen Sieg hatte sie mit dem australischen Bahn-Vierer bei den Mannschaftsverfolgung bei den Commonwealth Games 2022. Hinzu kam eine Reihe von Landesmeisterschaften und Titeln bei den Ozeanien-Meisterschaften. Im UCI Track Cycling Nations’ Cup belegte sie in der Mannschaftsverfolgung 2022 und 2024 Podiumsplätze. Sie war Teil des australischen Teams, das in der olympischen Mannschaftsverfolgung 2024 den siebten Platz belegte. Neben ihrer sportlichen Laufbahn verfolgte sie erfolgreich ein Studium der Gesundheitswissenschaften an der University of Adelaide.
Im Straßenradsport fuhr Edwards lange Zeit hauptsächlich Rennen auf Landesebene, darunter 2020 die Women’s Tour Down Under mit UniSA-Australia, einem von der University of South Australia geförderten Team. Von 2022 bis 2024 fuhr sie für ARA-Skip Capital, das Team der Australian Cycling Academy, kleinere Rennen in Europa sowie WorldTour-Rennen in Australien und Asien. Anfang 2023 siegte sie bei Melbourne to Warrnambool, einem traditionellen Rennen des australischen Kalenders. Ihren einzigen, aber bedeutenden Sieg in einem UCI-Rennen hatte sie im Straßenrennen der Ozeanien-Meisterschaften 2023.

## Erfolge
2017
 Australische Meisterin (Junioren) – Mannschaftsverfolgung (mit Maeve Plouffe, Hannah Osborn und Brooklyn Vonderwall)
2018
 Weltmeisterschaften (Junioren) – Einerverfolgung
2019
- Ozeanien-Meisterschaften 2020 – Mannschaftsverfolgung (mit Maeve Plouffe, Samantha De Riter und Alex Martin-Wallace)

2021
 Australische Meisterin – Omnium, Mannschaftsverfolgung (mit Amber Pate, Chloe Moran und Breanna Hargrave)
2022
- Commonwealth Games – Mannschaftsverfolgung (mit Georgia Baker, Chloe Moran und Maeve Plouffe)

 Ozeanien-Meisterschaften – Einerverfolgung, Madison (mit Chloe Moran), Mannschaftsverfolgung (mit Alyssa Polites, Amber Pate und Alexandra Martin-Wallace)
 Ozeanien-Meisterschaften – Omnium
2023
 Australische Meisterin – Einerverfolgung
 Ozeanien-Meisterin – Straßenrennen
 Ozeanien-Meisterin – Mannschaftsverfolgung (mit Claudia Marcks, Alli Anderson und Chloe Moran)
 Ozeanien-Meisterschaften – Omnium
2024
 Australische Meisterin – Mannschaftsverfolgung (mit Chloe Moran, Alli Anderson and Summer Nordmeyer)
2025
 Ozeanien-Meisterschaften – Madison (mit Alli Anderson)